# 銀蘭旅客専用線
銀蘭旅客専用線 (ぎんらんりょかくせんようせん、中文表記: 银兰客运专线・银兰高速铁路) とは中国寧夏回族自治区銀川駅と甘粛省蘭州駅を結ぶ高速鉄道。呉忠駅にて、銀西高速鉄道と接続する。

## 概要
銀蘭旅客専用線は、中国の中長期鉄道網計画「八縦八横高速鉄道網」における「京蘭通道」を構成する一部分である。
銀川駅・中衛南駅間の212kmが2019年12月に開通、蘭州市までの延伸区間220kmが2022年12月に開通した。

## 歴史
- 2015年10月10日、呉忠・中衛間で着工。11月、銀川・呉忠間で着工。
- 2017年6月、中衛・蘭州間で着工。
- 2019年12月29日、銀川・中衛南間で開業。
- 2022年12月29日、中衛南・蘭州間が開業し全線開通。